# Розсоха Леонід Семенович
Розсоха Леонід Семенович  (24 лютого 1942, с. Зелене, Добропільський район, Сталінська область, УРСР, СРСР — 5 березня 2010, Баден-Баден, Німеччина) — радянський і український художник-постановник театру і кіно.

## Біографія
У 1964 році закінчив Одеське театрально-художнє училище, а у 1981 році - художньо-графічний факультет Одеського державного  педагогічного  інституту імені к. Д. Ушинського. 
Працював художником-постановником Одеського ТЮГу, Одеського українського музично-драматичного театру, головним художником Одеської державної студії телебачення, художником-постановником Одеської кіностудії.
Помер 5 березня 2010 року в місті Баден-Баден (Німеччина).

## Фільмографія
Оформив фільми: 
- «За два кроки від „Раю“» (1984, у співавт. з В Єфімовим)
- «Подвиг Одеси» (1985)
- «На вістрі меча»
- «Скарга» (1986)
- «На своїй землі» (1987)
- «Ранкове шосе» (1988)
- «Візьми мене з собою» (1989)
- «Ченч» (1992)
- «Папуга, що говорить на їдиш» (1990)
- «Феофанія, яка малює смерть» (1991, у співавт. з В. Коноваловим)
- «Квадрат» (1995) та ін.